# Kasteel van Montpoupon
Het Kasteel van Montpoupon (Frans: Château de Montpoupon) is een militair verdedigingswerk dat, langs de weg van Parijs naar Spanje, de smalle doorgang van een dal tussen Montrichard en Loches bewaakte.
Het kasteel bestaat uit een hoofdgebouw, een westelijke toren, een slottoren en een ingangkasteeltje, en is te bezichtigen.

## Geschiedenis
Ten tijde van de Karolingers beslisten de Poppo, een Germaanse stam, om zich te vestigen op een rotsachtige bergtop, de ‘Mons Poppo’. Later kreeg deze naam een Latijnse vorm, ‘Mons Puppum’ en daarna ‘Mons Pepon’, om uiteindelijk te eindigen als ‘Montpoupon’.
In de middeleeuwen was het kasteel een belangrijke strategische plaats, aangezien het gelegen is halverwege Loches (dan in handen van de geduchte Foulques Nerra) en Montrichard (eigendom van de aartsvijand: Odo I van Blois).
Op het einde van de middeleeuwen (14de eeuw) kwam het Kasteel van Montpoupon in handen van de landsheren Prie en Buzançais. In 1460 bouwden zij het kasteel weer op, want sinds de Honderdjarige Oorlog was het al die tijd verwaarloosd gebleven. Ze vormden het om tot een elegant gebouw in renaissancestijl en in 1500 werd het ingangsgewelf gebouwd.
Dankzij het Kasteel van Montpoupon kon de familie Prie, die zich in die tijd verplaatste tussen de verschillende koninklijke kastelen van Touraine, het dichtst bij het Hof verblijven. Hun trouw aan Valois verschafte hen toegang tot hogere ambten: broodmeester, chef-kok, grootmeester van de kruisboogschutters.
De familie breidde uit in het Kasteel van Montpoupon tot het midden van de 17e eeuw en ging vervolgens over op vrouwen: Louise de Prie, hertogin van Motte Houdancourt, werd gouvernante van de koningskinderen en Lodewijk XIV achtte haar zeer hoog. Deze dames, die het Hof (nu in Versailles) verkozen, kwamen zeer weinig in Touraine, waardoor de gebouwen helaas vervielen in die periode. In 1763 werd het kasteel verkocht aan de markies de Tristan (toen burgemeester van Orléans), die er een landbouwbedrijf wilde oprichten. Uiteindelijk had hij toch zijn hart verpand aan de plek: zijn restauratie gaf het kasteel iets terug van de glorie van weleer. De Franse Revolutie betekende het einde van zijn projecten (gelukkig zou enkel de kapel verwoest worden).
In 1840 zorgde de nieuwe eigenaar van het kasteel, de heer de Farville, voor de constructie van de bijgebouwen zoals ze er tegenwoordig nog steeds uitzien.
In 1857 kocht Jean-Baptiste van Motte Saint Pierre, de overgrootvader van de huidige eigenaar, het kasteel. Op het einde van de 19de eeuw voerde de familie verbouwingen uit aan de buitenkant en rond 1920 aan de binnenkant, waardoor de vesting zijn oorspronkelijke Renaissancestijl terugkreeg.
In de bijgebouwen van het kasteel, waar vroeger het ruiters- en jachtcentrum van het Kasteel van Montpoupon was, is er nu een museum over paarden en jacht gevestigd. Het is een van de drie Franse musea van de ‘vénerie’ (de lange jacht). Op 1 mei 1930 werden het kasteel en de landerijen van het kasteel erkend als historisch monument. Later, op 28 januari 1996, werden ook de voorgevels en de daken van het kasteel en de toren, de zogenaamde ‘Donjon’ (slottoren), op de monumentenlijst geplaatst.

## Architectuur
De ingang van het Kasteel van Montpoupon bestaat uit een overwelfd portaal en een dubbele deur. Het kasteeltje zelf is opgebouwd uit een vierkante toren met twee verdiepingen. Daarnaast staan twee verlichte torentjes met grote ramen voorzien van stenen kozijnen en versierd met pilasters in Renaissancestijl. De hoekige toren beschikt over schietgaten. De ronde toren die aan het kasteel grenst wordt omringd door een beschuttingsmuur die dateert van 15de eeuw. Je kan vanaf deze omwalling met de trap naar beide verdiepingen. Die hebben elk een vierkante kamer waarvan de stenen schoorsteen met gotische ornamenten bedekt is. De benedenverdieping omvat een overwelfde ruimte.
Men kan de verschillende verdiepingen bereiken vanuit de achthoekige trappentoren. In de 18e eeuw werden er veranderingen aangebracht en werden de machicoulis vervangen door een daklijst. Op het plafond van de eetkamer van het kasteel bevinden zich ruwe balken met een ton-sur-tonbeschildering in grijs en zwart die bestaat uit bladwerken en versieringen. Deze dateert waarschijnlijk van de 16e eeuw.